# Susann Bjørnsen
Susann Bjørnsen, född 28 maj 1993, är en norsk simmare.
Bjørnsen tävlade för Norge vid olympiska sommarspelen 2016 i Rio de Janeiro, där hon blev utslagen i försöksheatet på 50 och 100 meter frisim.